# Kennisnet

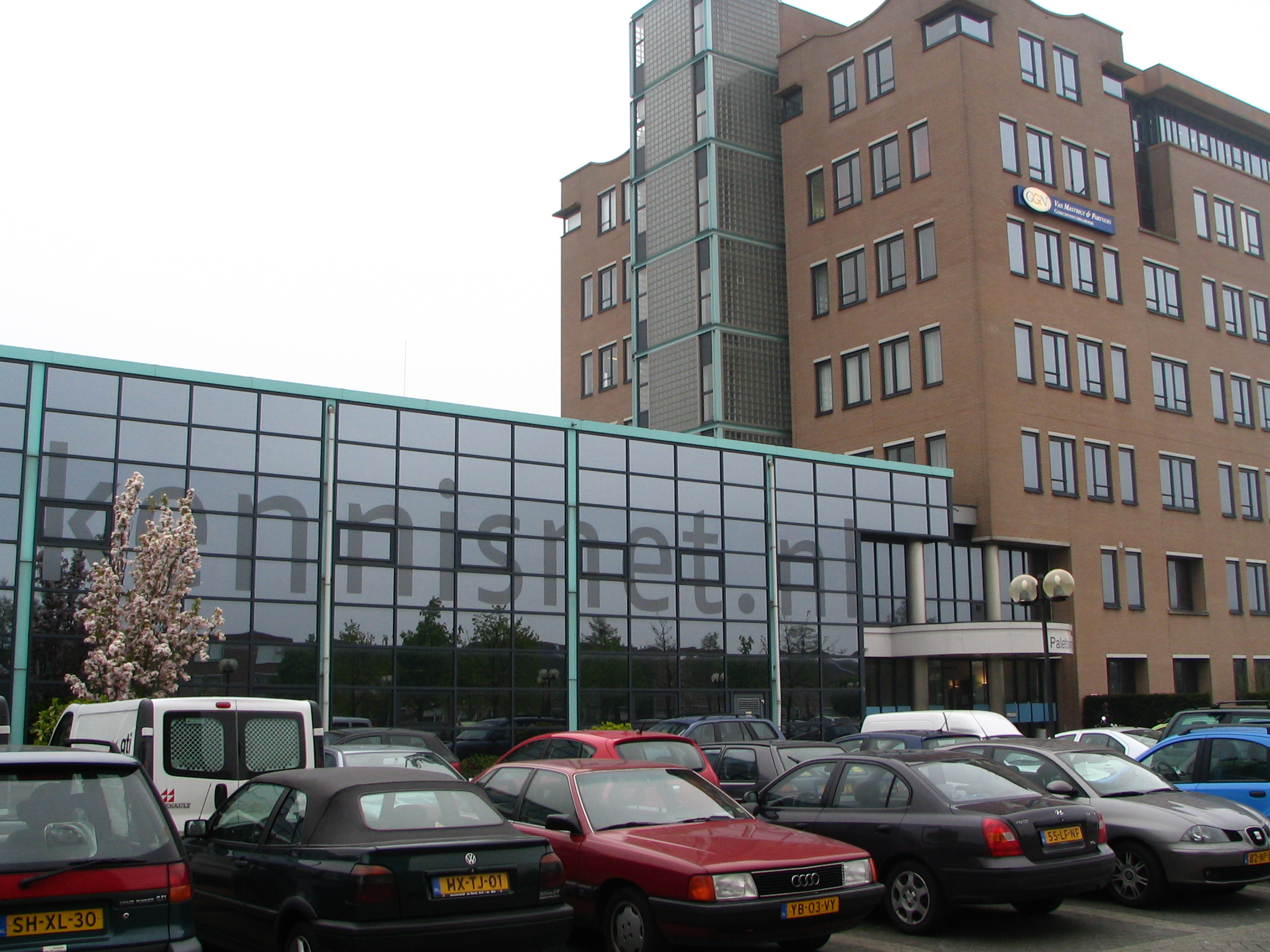
Siedziba Kennisnet

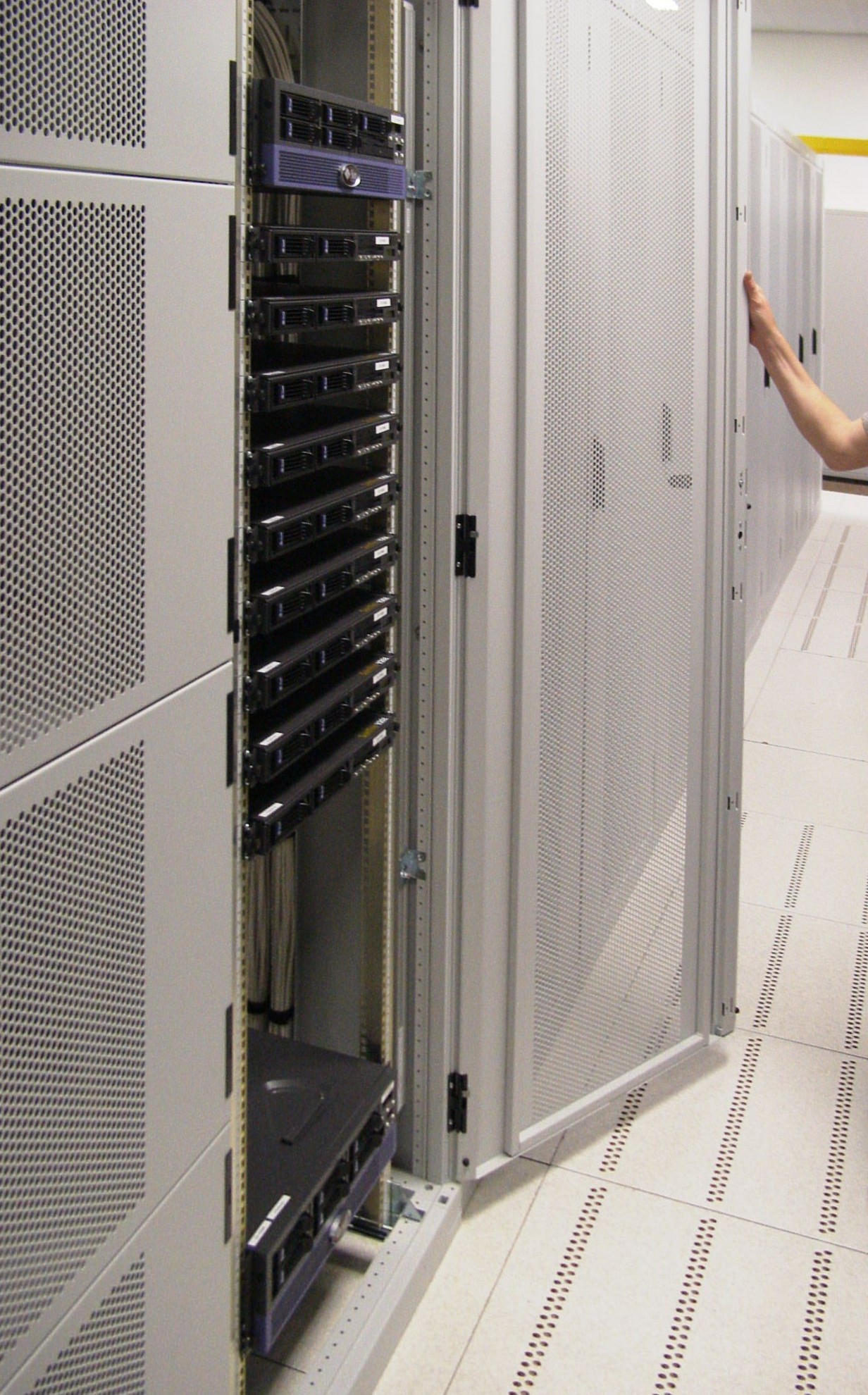
Serwery Wikimedia w Amsterdamie

Kennisnet (nazwa to zlepek wyrazów wiedza i net) – holenderska fundacja wspierająca powszechny dostęp do technologii informacyjnych.
Fundacja działa na szczeblu krajowym i regionalnym, współpracując ze szkołami, organizacjami oraz samorządami regionalnymi. Jej celem jest wspomaganie edukacji na poziomie podstawowym, średnim oraz zawodowym.
Kennisnet dostarcza materiały edukacyjne i informacyjne dla nauczycieli, uczniów i rodziców, a także zapewnia wsparcie techniczne.
Siedziba Kennisnet znajduje się w Zoetermeer.

## Współpraca z Wikimedia Foundation
W 2005 roku Kennisnet rozpoczął współpracę z Wikimedia Foundation.
Od czerwca 2005 Kennisnet zapewnia utrzymanie części serwerów (m.in. serwery Squid, Toolserver), z których korzystają projekty Wikimedia Foundation. Serwery znajdują się w SARA, w parku technologicznym w Amsterdamie, a ich główny obszar działania to Europa.
Owocem współpracy jest także powstanie projektu WikiKids, gdzie dzieci z wielu szkół opracowują hasła dla innych, hasła, które je interesują, dzielą się własną wiedzą jednocześnie poznając mechanizmy Wiki.